# فراغي الطبقات
فراغي الطبقات (الاسم العلمي: Stereostratum)، جنس فطور من رتبة الشقرانيات وفصيلة الشقرانية.